# DMG Mori K.K.

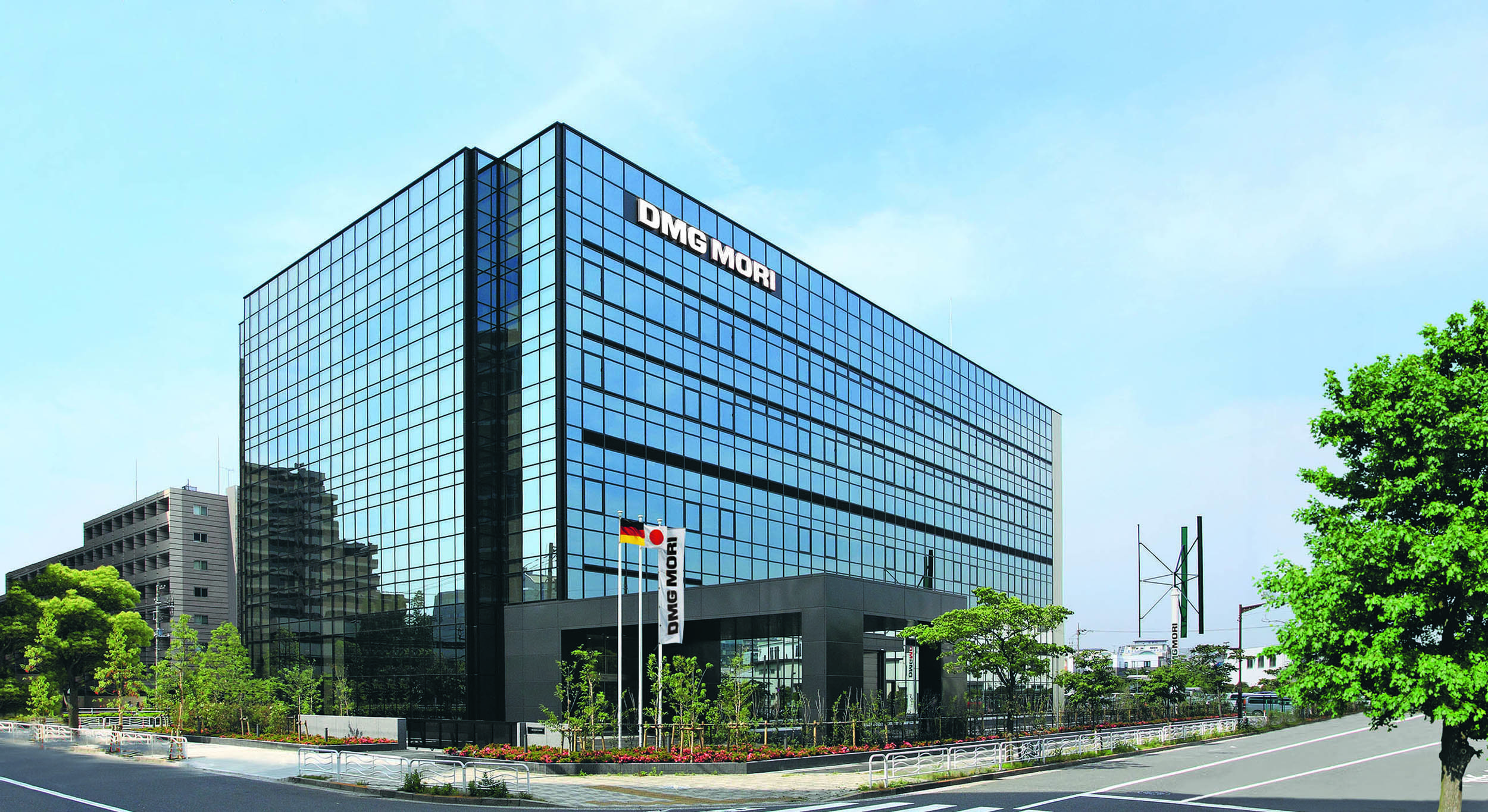
DMG MORI „Global Headquarters“

DMG Mori K.K. (japanisch DMG森精機株式会社 DMG Mori Seiki Kabushiki-gaisha) ist ein japanisches Unternehmen mit Sitz in Tokio und Nara City, das sich hauptsächlich mit der Herstellung und dem Verkauf von Werkzeugmaschinen beschäftigt. Seit seiner Gründung hat sich DMG Mori zum größten Werkzeugmaschinenhersteller der Welt entwickelt.

## Geschichte
Das Unternehmen wurde 1948 von den drei Brüdern Mori gegründet. Ursprünglich stellte es Textilmaschinen her, doch 1958 stieg das Unternehmen in den Werkzeugmaschinenbau ein und begann 1968 mit der Herstellung von numerisch gesteuerten Drehmaschinen.
Im Jahr 2001 schloss sich der Schleifmaschinenhersteller Taiyo Koki der DMG Mori Gruppe an, und im Jahr 2002 übernahm DMG Mori Co., Ltd. das Unternehmen Hitachi Seiki. 2007 verkaufte die Schweizer Dixi Holding Le Locle ihre auf die Herstellung von ultrahochpräzisen Lehrenbohrwerken spezialisierte Tochtergesellschaft Dixi Machines SA an DMG Mori Seiki. Im November 2009 wurde der Hauptsitz in den USA im Rahmen einer viertägigen Veranstaltung eingeweiht.
Im selben Jahr ging das japanische Unternehmen Mori Seiki eine strategische Partnerschaft mit dem deutschen Unternehmen Deckel-Maho-Gildemeister (DMG) der Gildemeister AG ein. Infolgedessen wurden die US-Geschäfte beider Unternehmen am 1. April 2010 zu einer Einheit verschmolzen. Diese Partnerschaft mit der Gildemeister AG führte 2013 zur Gründung von zwei DMG Mori Seiki-Organisationen. Zum 1. Oktober 2013 benannte sich das Unternehmen von K.K. Mori Seiki Seisakujo (株式会社森精機製作所, Kabushiki-gaisha Mori Seiki Seisakujo, dt. Präzisionsmaschinenbetrieb Mori, engl. Mori Seiki Co., Ltd.) um nach DMG Mori Seiki K.K. Am 22. Januar 2015 machte das Unternehmen der deutschen DMG Mori AG ein Übernahmeangebot, 2016 übernahm das japanische Unternehmen die deutsche DMG Mori AG.
Im Juni 2018 wurde das Digital Innovation Center (DIC) in Tokio gegründet, und im selben Jahr wurde ein neues Werk in Pleszew, Polen, eröffnet.

## Unternehmensstruktur
DMG Mori Co., Ltd. wird von Präsident Masahiko Mori (雅彦森, Mori Masahiko) geleitet. Es erwirtschaftete 2022 einen Umsatz von 3.418 Millionen Euro und beschäftigte international 12.626 Mitarbeiter. Das Unternehmen verfügt über ein duales Hauptsitzsystem, mit Hauptsitz in Shiomi, Koto-ku, Tokio (globaler Hauptsitz) und in Nara City, Präfektur Nara.
Die Struktur der Unternehmensführung entspricht der einer japanischen Kabushiki-gaisha.
DMG Mori verfügt über ein Vertriebs-, Service- und Engineering-Netzwerk mit 16 Produktionsstandorten und 113 Vertriebs- und Servicestandorten in 43 Ländern und einem weltweit führenden Marktanteil von 10 %.
Die Aktionäre der DMG Mori Co., Ltd. sind Baillie Gifford & Co. (10,0 %), Global Alpha Capital Management Ltd. (7,5 %), Sumitomo Mitsui Trust Asset Management Co. Ltd. (3,7 %), DMG Mori Seiki Employee Stock Ownership Plan (3,6 %), Nomura Asset Management Co., Ltd. (3,2 %), Mori Masahiko/Mori Seiki (2,8 %), Mori Manufacturing Research & Technology Foundation (2,7 %), BlackRock Fund Advisors (2,7 %), The Vanguard Group, Inc. (2,1 %) und Norges Bank Investment Management (1,6 %).

### DMG Mori AG
Die DMG Mori AG mit Sitz in Bielefeld, Deutschland, wird von Alfred Geißler als Vorstandsvorsitzendem geleitet und erwirtschaftete im Jahr 2022 einen Umsatz von 2.365,7 Mio. Euro. Die DMG Mori Co., Ltd. hält 87,37 % der Anteile an ihrer Tochtergesellschaft DMG Mori AG. Die DMG Mori AG hat einen Aufsichtsrat, der dem Vorstand übergeordnet ist. Dieser Aufsichtsrat ist mit den Aufgaben betraut, Geschäftsführer zu ernennen und wichtige Geschäftspläne und Investitionen zu genehmigen.

### DMG Mori Produktionsstätten
DMG Mori hat Produktionsstätten in Japan (Nara Campus, Iga Campus, Taiyo Koki und Magnescale), Deutschland (Pfronten, Seebach, Bielefeld und Stipshausen), Italien (Bergamo und Tortona), Polen (Pleszew) und den USA (Davis). Die Standorte in Deutschland werden von den Konzerngesellschaften Deckel Maho (Pfronten und Seebach), Gildemeister (Bielefeld) und Sauer (Stipshausen) betrieben. Die Konzerngesellschaften Gital (Bergamo) und Graziano (Tortona) leiten die Standorte in Italien und Famot (Pleszew) den Standort in Polen. DMG Mori hat auch einen Produktionspartner in Indien, Lakshmi Machine Works Limited. Bis 2022 unterhielt das Unternehmen ein Werk in Uljanowsk, Russland, gab in Reaktion auf die Invasion der Ukraine jedoch den russischen Standort auf.

## Produkte und Technologie
DMG Mori produziert und vertreibt Werkzeugmaschinen mit den dazugehörigen Produkten und Messinstrumente. Das Unternehmen stellt numerisch gesteuerte Werkzeugmaschinen wie Hochgeschwindigkeits-Präzisionsdrehbänke sowie horizontale und vertikale Bearbeitungszentren (BZ) und andere stationäre Werkzeugmaschinen für verschiedene Funktionen her. Es befasst sich auch mit Bearbeitungszentren, Reparatur und Restaurierung, technischen Dienstleistungen und Software.
Das Unternehmen bietet 5-Achsen- und Mehrachsen-Maschinen sowie Automatisierungs- und Digitalisierungslösungen an. Es bietet mehr als 200 Standardmodelle von CNC-gesteuerten Drehmaschinen und Fräszentren an, installierte international 100.000 Maschinen und baut 8.000 bis 10.000 Maschinen pro Jahr.

## Sportliches Engagement
DMG Mori ist seit 2012 Partner von Red Bull Racing Honda und hatte ebenfalls eine Partnerschaft mit dem Toyota Gazoo Racing World Rally Team. Im Jahr 2020 absolvierte das DMG Mori Sailing Team als erstes asiatisches Team die Vendée Globe mit Kojiro Shiraishi als Skipper.